# Pierwyj Pridniestrowskij
Pierwyj Pridniestrowskij (TV PMR, ros. Первый Приднестровский, rum. Primul Transnistrean, tłum. Pierwszy Naddniestrzański) – główny kanał telewizyjny naddniestrzańskiego nadawcy publicznego Pridniestrowskaja Gosudarstwiennaja Tieleradiokompanija (PGTRK), obok stacji Radio 1 i agencji informacyjnej Nowosti Pridniestrowja jedna z trzech „instytucji mediów masowych” wchodzących w jego skład.
Kanał rozpoczął nadawanie 9 sierpnia 1992 roku, niedługo po zakończeniu wojny naddniestrzańskiej, w trakcie której Naddniestrze ogłosiło niepodległość od Mołdawii. Jego celem było stworzenie alternatywy dla mediów mołdawskich, które według władz Naddniestrza przedstawiały jednostronny obraz sytuacji w regionie. Nadaje w trzech językach: rosyjskim, mołdawskim (jest to regionalna odmiana języka rumuńskiego, zapisywana tu cyrylicą) oraz ukraińskim, co odzwierciedla wielonarodowy charakter kraju.
Nadawca jest głównym narzędziem komunikacji władz państwa z obywatelami. Jest często krytykowany za jednostronność przekazu oraz brak niezależności redakcyjnej. Z drugiej strony, dla mieszkańców regionu stanowi podstawowe źródło informacji, zwłaszcza w obliczu ograniczonego dostępu do niezależnych mediów. Jego dyrektorem jest Igor Nikitienko.